# António de Castro, 4.º Conde de Monsanto

Brasão dos Condes de Monsanto.

António de Castro (c. 1530 - 1602), 4.º Conde de Monsanto, foi um nobre português do século XVI. Era filho de Luís de Castro, senhor de Monsanto e Cascais e de sua mulher D. Violante de Ataíde. O seu pai era o varão primogénito e herdeiro presuntivo de D. Pedro de Castro, 3.º Conde de Monsanto e Alcaide-Mor de Lisboa. A sua mãe era filha de Álvaro Gonçalves de Ataíde, 1.º Conde de Atouguia e de sua mulher D. Ana de Távora, filha do Senhor de Mogadouro.
D. António de Castro herdou de seu avô paterno o Condado de Monsanto e o Senhorio de Cascais. Foi nomeado Alcaide-Mor de Lisboa por carta régia de D. João III datada de 31 de Dezembro de 1534. Casou com D. Inês Pimentel, filha do celebrado Vice-Rei da Índia Martim Afonso de Sousa e de sua mulher Ana Pimentel. Desta união nasceram três filhos varões:
- D. Luís de Castro, 5.º Conde de Monsanto.
- D. Martim Afonso de Castro, 35.º Governador e 18.º Vice-Rei da Índia.
- D. Álvaro de Castro